# België op de Olympische Winterspelen 2010

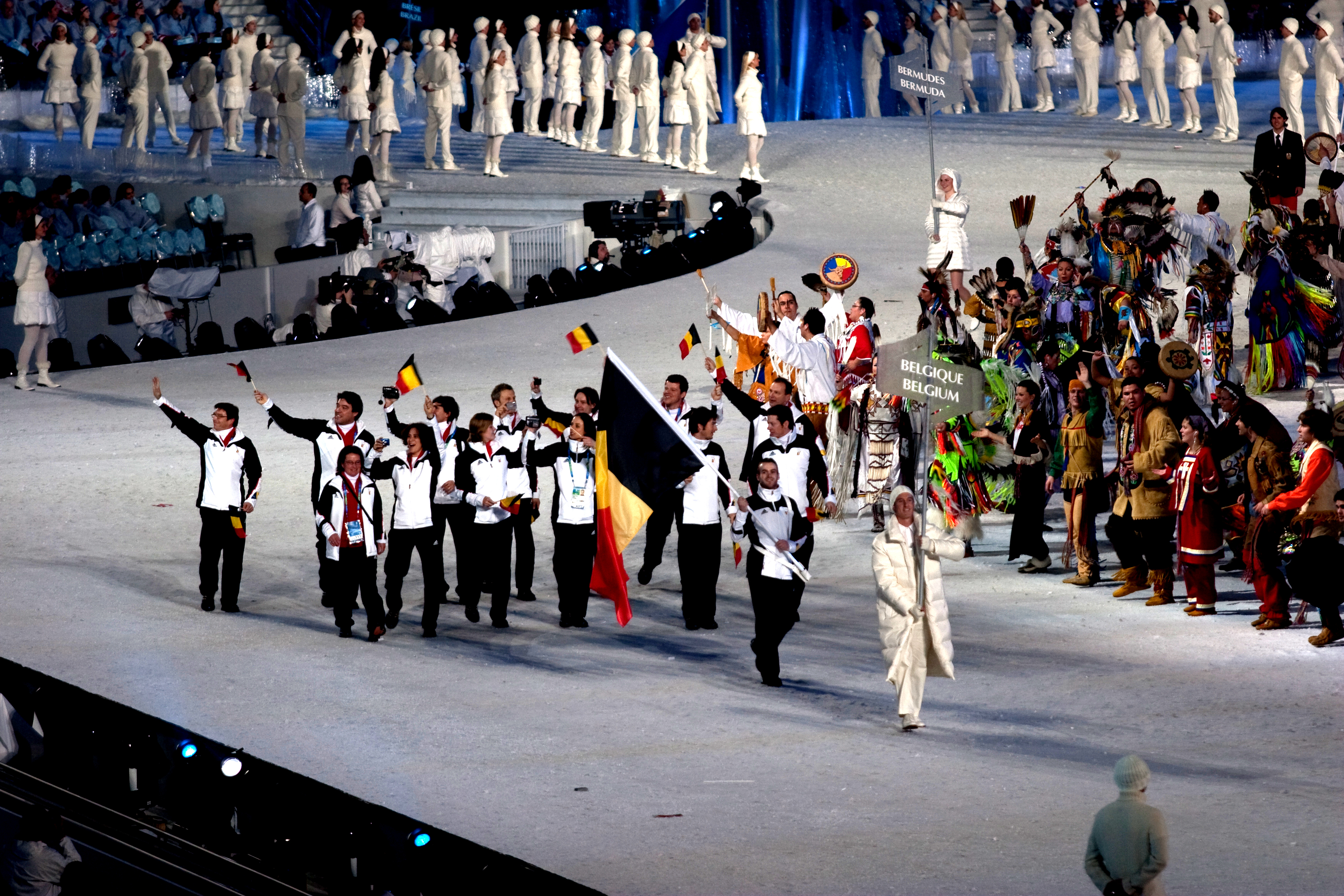
Belgische ploeg tijdens de openingsceremonie.

Tijdens de Olympische Winterspelen van 2010 die in Vancouver (Canada) werden gehouden, nam België voor de negentiende keer deel aan de Winterspelen.

## Deelnemers en resultaten

### Alpineskiën
| Olympiër               | Discipline | Resultaat | Prestatie                                                      |
| ---------------------- | ---------- | --------- | -------------------------------------------------------------- |
| Bart Mollin            | slalom (m) | DNF-1     | run 1: opgave                                                  |
| Jeroen Van Den Bogaert | slalom (m) | 34e       | run 1: 53,99 (42e) run 2: 54,57 (29e) totaal: 1.48,56 (+ 9,24) |
|                        |            |           |                                                                |
| Karen Persyn           | slalom (v) | 27e       | run 1: 54,09 (33e) run 2: 53,87 (23e) totaal: 1.47,96 (+ 5,07) |

### Bobsleeën
| Olympiër                       | Discipline               | Resultaat | Prestatie                                                                   |
| ------------------------------ | ------------------------ | --------- | --------------------------------------------------------------------------- |
| Elfje Willemsen Eva Willemarck | tweemansbob (v) België I | 14e       | run 1: 54,27 run 2: 54,40 run 3: 54,64 run 4: 54,17 totaal: 3.37,48 (+5,20) |

### Kunstrijden
| Olympiër (deelname)      | Discipline | Resultaat | Prestatie                                                           |
| ------------------------ | ---------- | --------- | ------------------------------------------------------------------- |
| Kevin Van der Perren (3) | mannen     | 17e       | korte kür: 72,90 (12e) vrije kür: 116,94 (18e) totaal: 189.84       |
|                          |            |           |                                                                     |
| Isabelle Pieman          | vrouwen    | 25e       | korte kür: 46,10 (25e) vrije kür: niet gekwalificeerd totaal: 46,10 |

### Shorttrack
| Olympiër (deelname) | Discipline | Resultaat | Prestatie                                                                       |
| ------------------- | ---------- | --------- | ------------------------------------------------------------------------------- |
| Pieter Gysel (3)    | 500 m (m)  | 13e       | serie 3: 2e in 42,443 kwartfinale 4: 4e in 41,980                               |
| Pieter Gysel (3)    | 1000 m (m) | 19e       | serie 7: 3e in 1.25,613                                                         |
| Pieter Gysel (3)    | 1500 m (m) | 9e        | serie 5: 2e in 2.18,560 halve finale 2: 4e in 2.16,249 B-finale: 3e in 2.18,773 |

Albanië · Algerije · Andorra · Argentinië · Armenië · Australië · Azerbeidzjan · België · Bermuda · Bosnië en Herzegovina · Brazilië · Bulgarije · Canada · Chili · China · Chinees Taipei · Colombia · Cyprus · Denemarken · Duitsland · Estland · Ethiopië · Finland · Frankrijk · Georgië · Ghana · Griekenland · Groot-Brittannië · Hongarije · Hongkong · Ierland · IJsland · India · Iran · Israël · Italië · Jamaica · Japan · Kaaimaneilanden · Kazachstan · Kirgizië · Kroatië · Letland · Libanon · Liechtenstein · Litouwen · Macedonië · Marokko · Mexico · Moldavië · Monaco · Mongolië · Montenegro · Nederland · Nepal · Nieuw-Zeeland · Noord-Korea · Noorwegen · Oekraïne · Oezbekistan · Oostenrijk · Pakistan · Peru · Polen · Portugal · Roemenië · Rusland · San Marino · Senegal · Servië · Slovenië · Slowakije · Spanje · Tadzjikistan · Tsjechië · Turkije · Verenigde Staten · Wit-Rusland · Zuid-Afrika · Zuid-Korea · Zweden · Zwitserland